# Döröske
Döröske es un pueblo ubicado en el distrito de Körmend, en el condado de Vas, Hungría.

## Superficie
Posee una superficie de 4,400 kilómetros cuadrados.

## Demografía
Hasta 2019 la población era de 85 habitantes, con una densidad de población de 19,32 habitantes por kilómetro cuadrado.